# Nacionalización del cobre
La Nacionalización del Cobre es el resultado de las políticas públicas iniciadas en 1953 con la creación del Ministerio de Minería de Chile bajo la segunda presidencia de Carlos Ibáñez del Campo.
El cobre ha sido fundamental dentro de la historia de la economía chilena al ser uno de los principales recursos de exportación de este país. La exportación del cobre en Chile comienza a tener mayor relevancia desde inicios del siglo XX cuando los grandes consorcios internacionales comenzaron a ver el potencial del cobre chileno, que en ese momento no era explotado en gran manera por el Estado y empezaron a invertir para modernizar la industria y ampliar su producción. De esta manera, los principales yacimientos cupríferos quedaron en manos de capitales norteamericanos.
La relación entre las empresas extranjeras y el Estado chileno se fue marcando desde la segunda mitad del siglo. Con el aumento de las exportaciones de cobre, comenzaron a surgir diversas disputas relacionadas al aumento de los impuestos, el precio del cobre y el control de las inversiones. Luego, al comenzar la década de 1960, el surgimiento de ideas reformistas influenciaron a la opinión pública la idea de la recuperación de las riquezas básicas, por lo que desde 1964, el gobierno chileno comienza a realizar una serie de reformas que partieron por «chilenizar» parte de la industria del cobre, hasta culminar con la nacionalización total del mineral en el año 1971.
La Corporación Nacional del Cobre (CODELCO), fue creada por la Ley N.° 17.450, de reforma constitucional, publicada el 16 de julio de 1971 durante la presidencia de Salvador Allende. Esta ley estatizó la Gran Minería del Cobre en Chile, completando el proceso de adquisición que había iniciado el Estado de Chile durante el gobierno de Eduardo Frei Montalva, denominado «chilenización del cobre».

## Historia

### Chilenización del cobre (1966)
Uno de los primeros pasos hacia la Nacionalización del Cobre fue con la llegada al Gobierno de Eduardo Frei Montalva en el año 1964. Su llegada a la presidencia marcó un drástico cambio en la política nacional e internacional en materias del cobre que se caracterizó por plantear una nueva política cuprífera conocida como «chilenización del cobre». Esta política buscaba que el Estado Chileno se hiciera propietario de una parte de las acciones de las grandes empresas mineras, lo cual finalmente se llevó a cabo con la Ley N.° 16.425 publicada el 25 de enero de 1966, que establecía un mínimo de participación estatal del 25 %. Así, en 1967, se formaron sociedades mixtas como el Teniente, en la que el Estado adquirió el 51 % de la propiedad, y en los casos de Exótica y Andina, el Estado obtuvo un 25 %. Además, esta política de chilenización fue acompañada de un ambicioso plan de reorganización, preponderancia internacional y expansión de la producción, la que fue apoyada por una masiva inversión extranjera, atraída por una nueva política fiscal que buscaba beneficiar al Estado y a las empresas participantes. 

### Nacionalización pactada (1969)
En pleno desarrollo del proceso que se estaba llevando gracias a la chilenización y pese al incremento de los ingresos fiscales debido al alza en el precio del cobre, el ojo de la opinión pública y de la oposición política se centró en las altas utilidades que estaban recibiendo las empresas extranjeras considerándolas exageradas, por lo que empezó a circular la idea de una nacionalización total. Esto presionó al gobierno de Frei a visualizar medidas más radicales que finalmente llevaron a una nacionalización pactada en el año 1969, en la cual se estableció que el 51 % de los derechos de Chile Exploration (Chuquicamata) y Andes Copper (El Salvador) pasarán a manos del Estado chileno.

### Nacionalización total del Cobre (1971)

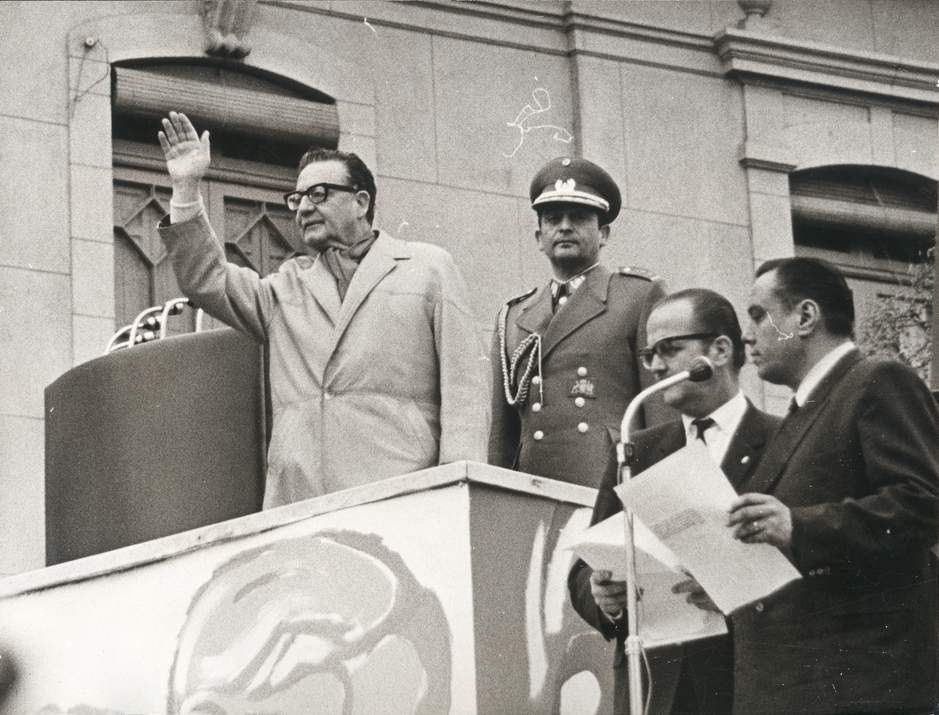
Discurso de Salvador Allende por la nacionalización del cobre en la Plaza de Los Héroes de Rancagua, el

De esta forma, al terminar el gobierno de Eduardo Frei Montalva, el camino a la nacionalización de la Gran Minería del Cobre quedó pavimentado. Luego, con el triunfo de Salvador Allende, y a las pocas semanas de su gobierno, el presidente puso en marcha el plan que buscaba la nacionalización completa e irreversible de la gran minería del cobre.Este proceso culminó el 11 de julio de 1971, cuando el Congreso Nacional aprobó, con muy pocas modificaciones y por votación unánime, la Ley N.° 17.450 que estatizó la gran minería del cobre completando el proceso de adquisición que había iniciado el Estado de Chile durante el gobierno de Eduardo Frei Montalva.
Para conmemorar la nacionalización del cobre, en julio de 1971, el Banco Central de Chile aprobó la emisión de billetes conmemorativos de quinientos escudos, que por primera vez representaban a un minero con su casco, y en el reverso se representaba la mina de Chuquicamata.

## Reformas que se realizaron para llevar a cabo la nacionalización
La nacionalización de la minería requirió una reforma a la Constitución Política de 1925, la cual contó con el apoyo unánime de todos los sectores políticos, siendo aprobada por unanimidad por el pleno del Congreso Nacional el 11 de julio de 1971. En cuanto a las empresas mineras expropiadas, a estas se les pagaría una indemnización, pero restándole las “utilidades excesivas” que habrían obtenido durante los años anteriores, bajo el supuesto de que pagaban bajos impuestos, según una rentabilidad del 10 % a partir de 1955. Por este sistema, las empresas Anaconda y Kennecott terminaron debiéndole al Estado chileno cifras millonarias, dado que sus utilidades fueron realmente excesivas en ese periodo de vacíos en la ley. En un discurso durante su visita a Nueva York en 1972, en el marco de una reunión ante las Naciones Unidas, Allende respaldaba la nacionalización del cobre dado que las empresas mineras estadounidenses Kennecott y Anaconda habían obtenido ganancias cercanas a los US$ 4000 millones en las décadas anteriores.

## Efectos
Uno de los efectos inmediatos con los que tuvo que lidiar la economía chilena de esa época fue el cierre de mercados y de múltiples empresas mineras (en su mayoría de origen norteamericano) que se vieron afectadas por ciertos bloqueos que se produjeron en ese entonces, por no contar con suficientes repuestos necesarios para la producción del cobre y sufrir embargos mientras sus cargamentos eran trasladados a otros países. Junto con esto, inversores extranjeros de esta área dejarían de tener interés en establecerse o realizar negocios en este territorio ante el riesgo de ser expropiadas por las autoridades.
Adicionalmente, el Estado chileno debió enfrentarse a demandas en contra de él por parte de capitales norteamericanos ante cortes internacionales, los cuales les exigían indemnizaciones económicas por los efectos negativos que les había traído consigo el proceso descrito anteriormente. Posteriormente, en un trabajo conjunto entre autoridades de la dictadura de Augusto Pinochet y de la Corporación Nacional del Cobre (CODELCO) se logró llegar a acuerdos con la parte demandante, tal como lo comenta la historiadora María Celia Baros: «Quizás no se pagaron los montos que exigían los estadounidenses, pero sí hubo dineros que se cancelaron. Gracias a eso se levantaron los embargos y terminaron las demandas contra el Estado chileno».
Por otra parte, con el objetivo de que se llevará a cabo la nacionalización de manera más eficiente, el gobierno de Salvador Allende se vio en la necesidad de realizar algunas reformas constitucionales a lo que respecta al asunto de la industria de la minería, además de crear y fortalecer instituciones existentes. Ejemplo de lo antes señalado es la Corporación del Cobre, creada en 1966 durante el proceso de la chilenización de este mineral, que era encargada de la administración de los yacimientos estatales hasta mediados de los años setenta, sería dividida en dos organismos: la Comisión Chilena del Cobre (COCHILCO) y la Corporación Nacional del Cobre (CODELCO), la primera cumpliría un rol más técnico mientras que la segunda se enfocaría principalmente en la producción del cobre.

## Desnacionalización del cobre
Los críticos sobre el manejo que el Estado de Chile ha tenido sobre el Cobre desde 1973 en adelante, utilizan el término “desnacionalización del cobre" en referencia al proceso donde el Estado Chileno eventualmente dejaría de ser el principal propietario de mineras, dándole nuevamente la opción a empresas extranjeras de convertirse en dueño de un yacimiento minero.
Sin embargo, la Constitución de 1980 consagra el dominio absoluto, exclusivo, inalienable e imprescriptible de todas las minas como propiedad del Estado de Chile, pero permitiendo a las empresas privadas nacionales y extranjeras su explotación vía un modelo de concesiones temporales, los críticos también señalan su discrepancia a medidas económicas tomadas esencialmente en los años 90, las cuales tendieron a motivar la inversión internacional por medio de baja de impuestos a empresas mineras, beneficios tributarios, entre otrosque permitieron al área minera una notable expansión con la llegada de nuevos capitales.